# Frente Oriental (Sudão)

Bandeira da Frente Oriental

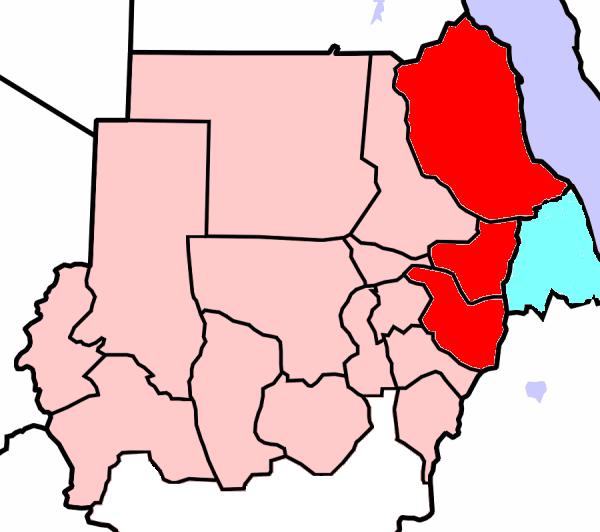
Estados de Kassala, Gadarife e Mar Vermelho (em vermelho), todos os quais na fronteira com a Eritreia (em azul claro). O Mar Vermelho está marcado em cinza

Frente Oriental foi uma coalizão de grupos rebeldes que operavam no leste do Sudão ao longo da fronteira com a Eritreia, particularmente nos estados de Mar Vermelho e Kassala. O presidente da Frente Oriental era Musa Mohamed Ahmed.
Embora o Exército Popular de Libertação do Sudão fosse o principal membro da Frente Oriental, o grupo foi obrigado a desistir da luta devido ao Tratado de Naivasha de janeiro de 2005, que encerrou a Segunda Guerra Civil Sudanesa. Seu lugar foi assumido em fevereiro de 2004 após a fusão do Congresso Beja com Leões Livres Rashaida, dois grupos com base tribais dos povos beja e rashaida, respectivamente.  O Movimento pela Justiça e Igualdade, um grupo rebelde de Darfur, no oeste, em seguida, se juntou.